# デュマス・ガルシア
デュマス・J・ガルシア（Dumas J. Garcia、1983年7月7日 - ）は、コロンビアのトゥリア出身の元プロ野球選手（投手）。

## 経歴

### プロ入りとマリナーズ傘下時代
2002年1月にインターナショナルFAでシアトル・マリナーズと契約しプロ入り。この年は傘下ルーキー級ベネズエラン・サマーリーグ（VSL）のVSLマリナーズで16試合に登板して、3勝2敗、防御率1.22の成績を残した。
2003年は、VSLマリナーズで7試合に登板して、2勝1敗、防御率1.56の成績を残した。
2004年5月に自由契約となった。この年から2006年まではプレーしていない。

### 独立リーグ時代
2007年5月に、この年アメリカ合衆国で発足した独立リーグであるサウス・コースト・リーグのサウスジョージア・ピーナッツと契約を結んだ。この年は20試合（うち先発14試合）に登板し、7勝4敗1セーブ、防御率3.44、71奪三振という成績を残した。チームは優勝したが、たった1年でリーグは解散した。

### カブス傘下時代
2007年9月27日にシカゴ・カブスとマイナー契約を結んだ。
2008年は、傘下アドバンスA級デイトナ・カブスで19試合に登板し、3勝0敗5セーブ、防御率2.33、22奪三振を記録した。その後、傘下AA級テネシー・スモーキーズで30試合に登板し、2勝2敗2セーブ、防御率2.89、36奪三振を記録した。その後、傘下AAAのアイオワ・カブスに昇格して3試合に登板した。

### ブルージェイズ傘下時代
2009年4月29日にトロント・ブルージェイズにトレード移籍した。この年は、傘下アドバンスA級ダニーデン・ブルージェイズで開幕を迎え、38試合（うち先発1試合）に登板し、6勝2敗2セーブ、防御率2.20、36奪三振を記録した。その後傘下AAA級ラスベガス・フィフティワンズへ昇格し、2試合に登板した。
2010年は、傘下アドバンスA級ダニーデンで30試合（うち先発1試合）に登板し、3勝5敗1セーブ、防御率3.58、38奪三振を記録した。その後、傘下AA級ニューハンプシャー・フィッシャーキャッツで6試合に登板した。
2011年は、傘下アドバンスAダニーデンで32試合に登板し、2勝3敗、防御率3.00、43奪三振を記録した。その後、傘下AAニューハンプシャーで2試合に登板した。7月29日に自由契約となった。

### 独立リーグ時代
2011年8月4日にアトランティックリーグのヨーク・レボリューションと契約した。ここでは13試合（うち先発4試合）に登板し、2勝3敗、防御率4.70、34奪三振を記録した。
2012年は、27試合に登板し、1勝0敗、防御率6.00、35奪三振を記録したが、7月16日に退団した。7月22日にアメリカン・アソシエーションのウィチタ・ウィングナッツと契約。ここでは3試合に先発登板し、0勝1敗、防御率11.68、14奪三振を記録した。11月には、第3回WBC予選のコロンビア代表に選出された。
2013年は無所属だった。
2014年は、ユナイテッドリーグ・ベースボールのリオグランデバレー・ホワイトウィングスと契約を結んだ。この年は、5試合に先発登板し、4勝0敗、防御率1.97、25奪三振を記録した。

## 関連情報
- 2013 ワールド・ベースボール・クラシック・コロンビア代表